# Faces in the Dark
Faces in the Dark è un film del 1960 diretto da David Eady.
È un film thriller britannico con John Gregson, Mai Zetterling e John Ireland. È basato sul romanzo del 1953 Les visages de l'ombre di Pierre Boileau e Thomas Narcejac.

## Trama
Richard Hammond perde la vista a seguito di un’esplosione avvenuta nel laboratorio della prospera impresa che egli conduce col socio David Merton.
Richard viene portato dalla moglie Christiane, con la quale in precedenza era giunto ad un punto di rottura, in convalescenza nella loro villa in Cornovaglia. Qui egli rimane colpito da alcuni particolari della villa e del giardino che, dotato di ottima memoria com’é, ricordava essere diversi. Il suo allarme si intensifica quando la moglie, ora ritornata a dedicarsi con devozione al marito, gli confessa che il dottore aveva diagnosticato per Richard una progressiva perdita delle facoltà mentali, in seguito all’esplosione.
Il fratello di Richard, Max, malato di cuore, va a trovarlo: nel giro di poco tempo muore e viene sepolto nel locale cimitero.
In una visita alla tomba del fratello, Richard, tastando la lapide, si rende conto che essa porta il suo proprio nome e data di nascita.
La moglie gli spiega di aver escogitato questa contraffazione per poter continuare ad occuparsi personalmente di lui, creduto morto, e quindi non costretto ad essere internato, come voleva il dottore, in un manicomio.
Mentre è a colloquio intimo con la moglie Richard sente un rumore che gli fa capire che c’è un’altra persona nella camera di lei. Quando, poco dopo, gli viene annunciata la visita di David, egli congettura, giustamente, non solo che Christiane e David sono amanti, ma anche che, in quella serata in cui la servitù era stata congedata, lo avrebbero ucciso, per godere in futuro liberamente della propria relazione amorosa e dei profitti dell’azienda.
In effetti i due amanti cercano di ucciderlo, Richard riesce tuttavia ad incamminarsi con difficoltà verso il paese, per chiedere aiuto, ma ha un incidente.
Si risveglia in un ospedale. In Francia.
Risulta che i due amanti e complici avevano condotto Richard convalescente, per isolarlo dai propri contatti, direttamente in Francia, dove avevano fatto ricostruire la villa della Cornovaglia il più meticolosamente possibile, sebbene evidentemente non tanto da ingannare l’acuta attenzione di Richard per i particolari.
Richard, all’ospedale cerca in ogni modo, ma invano, anche per difficoltà linguistiche, di chiamare la polizia o di raccontare la propria storia, prima di venire sedato e riconsegnato alla moglie e a David, che, in auto, lo riconducono “a casa”.
Richard, in auto, viene confermato nella veridicità dei propri sospetti. Allora tenta una mossa estrema e provoca un incidente: l’automobile finisce in un fiume. Richard riesce a salvarsi, mentre Christiane e David annegano.

## Produzione
Il film, diretto da David Eady su una sceneggiatura di Ephraim Kogan e John Tully con il soggetto di Pierre Boileau e Thomas Narcejac, fu prodotto da Jon Penington per la Penington Eady Productions.

## Distribuzione
Il film fu distribuito nel Regno Unito dal 22 novembre 1960 dalla J. Arthur Rank Film Distributors.